# 엔리코 단돌로
엔리코 단돌로(이탈리아어: Enrico Dandolo, 라틴어: Henricus Dandolo 헨리쿠스 단돌로[*], 그리스어: Ερρίκος Δάνδολος 엔리코스 단돌로스[*], 1107년? – 1205년)는 1193년부터 베네치아 공화국의 도제였고 제4차 십자군의 비잔티움 제국의 침략에 결정적인 역할을 한 인물이다.

## 생애

### 배경과 도제 선출
엔리코 단돌로는 베네치아 공화국의 유력한 법률가 가문의 비탈레 단돌로의 아들로 태어났는데 정확한 출생연도는 알려져있지 않다. 엔리코는 베네치아 공화국의 외교분야에서 두각을 나타냈었고 1172년에 비잔티움과 베네치아 사이에 불화가 생겼을 때 공화국의 사절단으로 비잔티움 제국으로 가서 황제 마누엘 콤네누스와의 실패한 강화협상에 참가하기도 했다. 일설에 의하면 엔리코 단돌로는 이때 실명을 당했다고도 하며 이 때부터 비잔티움 제국에 대한 깊은 적개심을 가졌다고 한다.

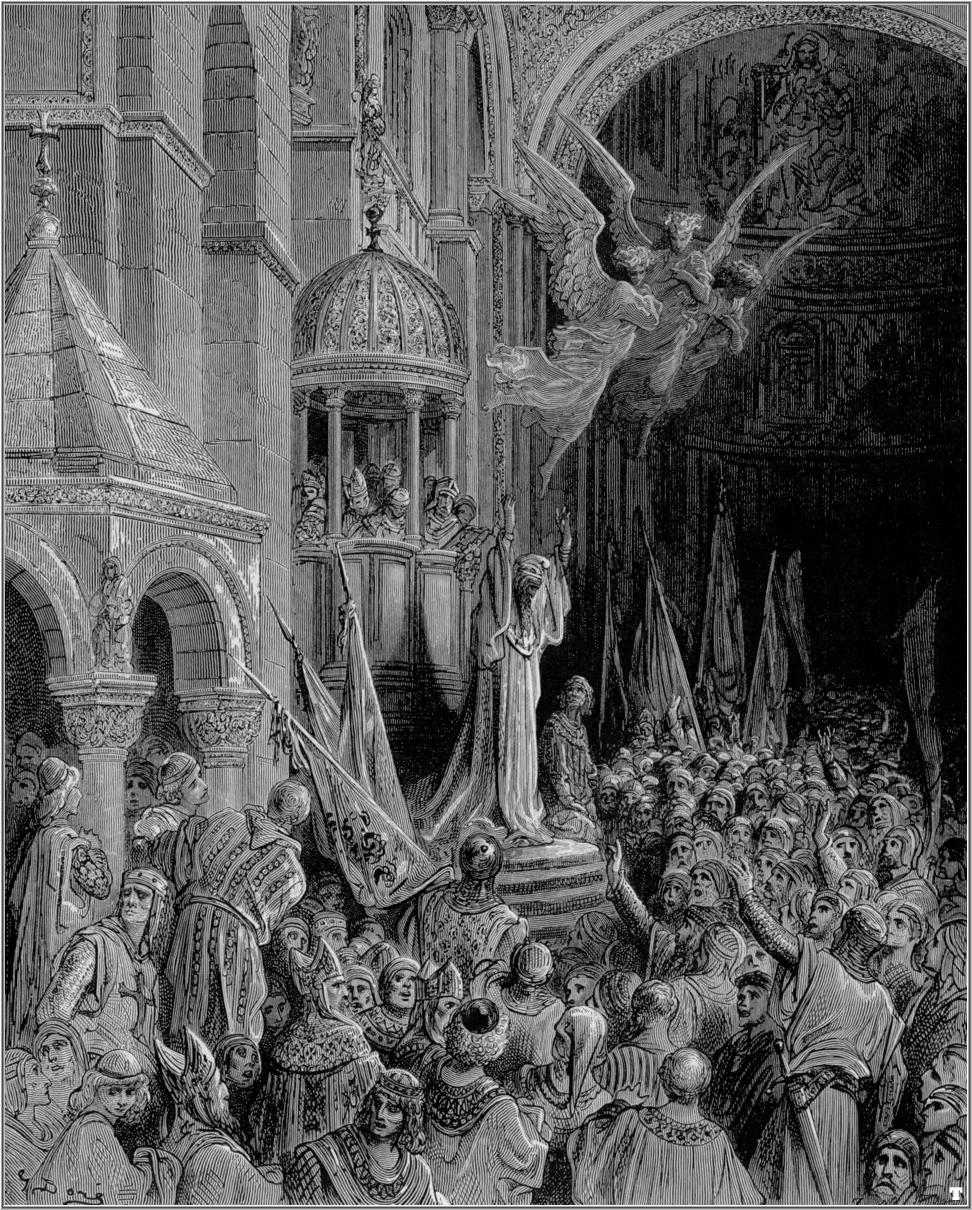
십자군을 선동하는 엔리코 단돌로

단돌로는 두번이나 시칠리아의 굴리엘모 2세의 베네치아 대사로 파견되었고 언제나 베네치아의 이익을 위해 헌신적으로 일했다. 1193년 1월 1일 단돌로는 베네치아의 39대 도제로 선출되었다. 이때 이미 시력을 잃고 노인이었으나 단돌로는 놀라운 정신력과 체력으로 야심만만하고 정렬적으로 일했다.

### 제4차 십자군
1202년 빌라르두앵의 조프루아를 비롯한 일단의 십자군 기사들이 베네치아를 방문하여 십자군원정을 위한 협상을 시작했다. 단돌로는 이 기회를 이용하여 베네차아의 이익을 취하기로하고 십자군에게 베네치아의 선단을 빌려줌과 동시에 베네치아군도 출진하기로 하였다. 원래 십자군의 의도는 성지의 이슬람 세력의 배후인 이집트를 공격하는 것이었는데 베네치아는 이집트와의 무역을 더 중시하고 있었다. 단돌로는 원래 인원의 3분의 1밖에 오지 않아 베네치아 배의 수송비를 대지 못하고 있는 십자군에게 베네치아의 무역 기지였다가 얼마전에 헝가리 왕국에 반란을 일으킨 자라를 되찾아줄 것을 제의했고 십자군은 자라를 공격했다.
당시 헝가리 왕국은 이미 기독교 왕국이었기 때문에 십자군이 같은 기독교를 공격한 것에 대하여 교황 인노첸시오 3세는 제4차 십자군 전체를 파문해 버렸다. 십자군은 사절을 보내 상황을 설명하여 파문을 풀었지만, 정교분리의 원칙을 고수하는 베네치아는 아랑곳하지 않았다. 단돌로는 자라를 정복한데 만족하지 않고 다시한번 십자군을 베네치아의 이익에 부합하도록 조정했다. 다음 목표는 바로 비잔티움 제국의 부유한 도시 콘스탄티노폴리스였다.
비잔티움의 망명 황태자 알렉시우스 앙겔루스 또는 알렉시오스 앙겔로스는 자신의 삼촌에게 제위를 빼앗기고 눈이 먼 아버지 이사키우스 앙겔루스 또는 이사키오스 앙겔로스의 복위를 십자군에 제의했고 단돌로는 십자군을 설득하여 콘스탄티노폴리스를 공격하게 했다. 1203년 6월 십자군과 베네치아 연합군은 콘스탄티노폴리스에 도착하여 공성전을 시작했는데 난공불락의 콘스탄티노폴리스는 좀처럼 정복할 수 없었다. 이때 장님에다 노인인 단돌로는 초인적인 힘을 발휘하여 병사들의 상륙을 지휘하고 자신이 직접 산마르코 깃발(베네치아 공화국의 상징)을 땅에 꽂았다.

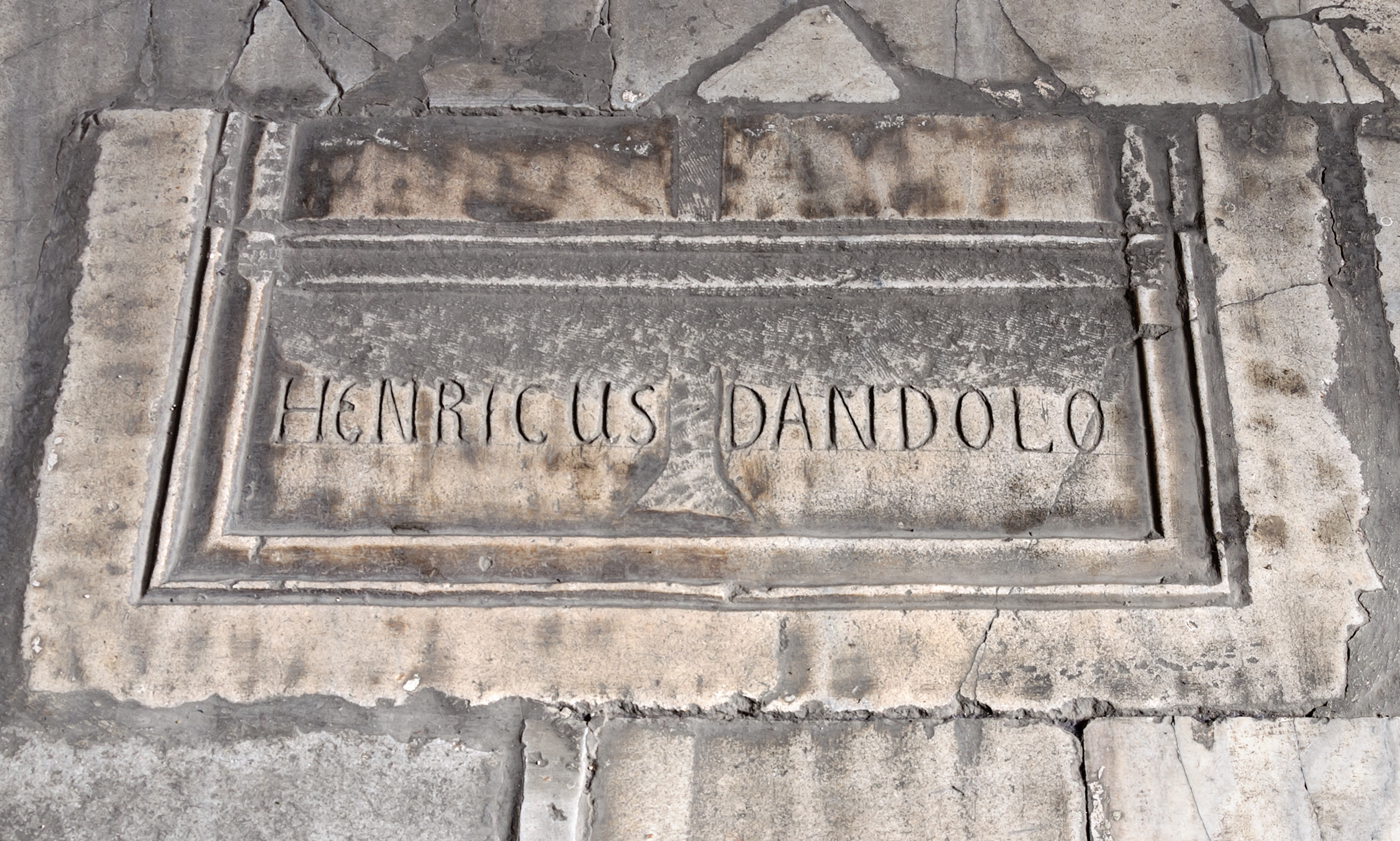
하기아 소피아성당의 남쪽 측랑 위 복도에 있는 단돌로의 무덤.(이스탄불)

### 라틴제국과 죽음
콘스탄티노폴리스를 정복한 십자군은 알렉시우스 4세에게 배상금을 요구했고 결국 알렉시우스는 반란으로 쫓겨났다. 1205년 초, 십자군은 엔리코 단돌로의 선동으로 다시한번 콘스탄티노폴리스를 공격하고 이번에는 엄청난(약탈 정도는 당시의 평균치에서 크게 벗어나지 않았으나, 절대적 수치로는 엄청난 양이었다) 학살과 파괴, 약탈을 자행하고 라틴 제국을 세웠다. 이 때도 단돌로는 베네치아의 이익을 극대화하는 데 주력했고 결국 베네치아는 비잔티움 제국의 영토의 8분의 3을 차지하게 되었다. 이후 베네치아는 십자군과 정복한 땅을 거래하여 크레타 등의 무역 기지를 얻는다.
또한 단돌로는 라틴 제국의 초대황제의 후보로 거론되었으나 자신이 황제가 되면 공화국에게 영향을 미칠까 우려해 후보가 되지 않았으며, 동료 베네치아인들을 설득해 몬페라토의 보니파치오를 제치고 플랑드르 백작 보두앵이 황제가 되도록 만들었다. 이러한 일들을 마치고, 단돌로는 병에 의해 자신의 고국 베네치아로 돌아가지 못하고 콘스탄티노폴리스의 하기아 소피아에 묻혔다.

## 평가
엔리코 단돌로는 베네치아의 전 역사를 통틀어 가장 놀라운 인물 중 하나로 중세의 베네치아를 빛내는 데 크게 기여했다. 엔리코 단돌로의 정확한 나이를 알 수는 없지만 십자군 원정 당시 이미 팔순의 노인에다 장님이 된 상태에서 십자군을 이끌고 원정을 떠나 당시 가장 부유하고 큰 도시인 콘스탄티노폴리스를 점령하고 로마 제국의 8분의 3을 소유한 영주라는 위대한 칭호를 받았다. 그럼에도 베네치아에서는 이 위대한 도제를 기리는 기념물을 세우지 않았는데, 이는 공화제의 정신에 해가 가는 일은 어떤 일이든 하지 않는 베네치아의 전통에 의거한 일이었다. 그의 무덤조차 하기아 소피아 성당에 있다.
그러나 그의 애국심과 개인적인 야심으로 인해 비잔티움과 콘스탄티노폴리스의 위대한 문화유산이 십자군 약탈자들의 의해 파괴되고 엄청난 문명적 재앙을 겪게 되었다. 엔리코 단돌로는 이에 대한 책임에서 결코 자유로울 수는 없다.